# 1677 Tycho Brahe
1677 Tycho Brahe là một tiểu hành tinh vành đai chính ở main asteroid belt, of the group (1940 RO). Nó được đặt theo tên the pre-telescopic era nhà thiên văn học Tycho Brahe.